# Musa Fazil Harerimana

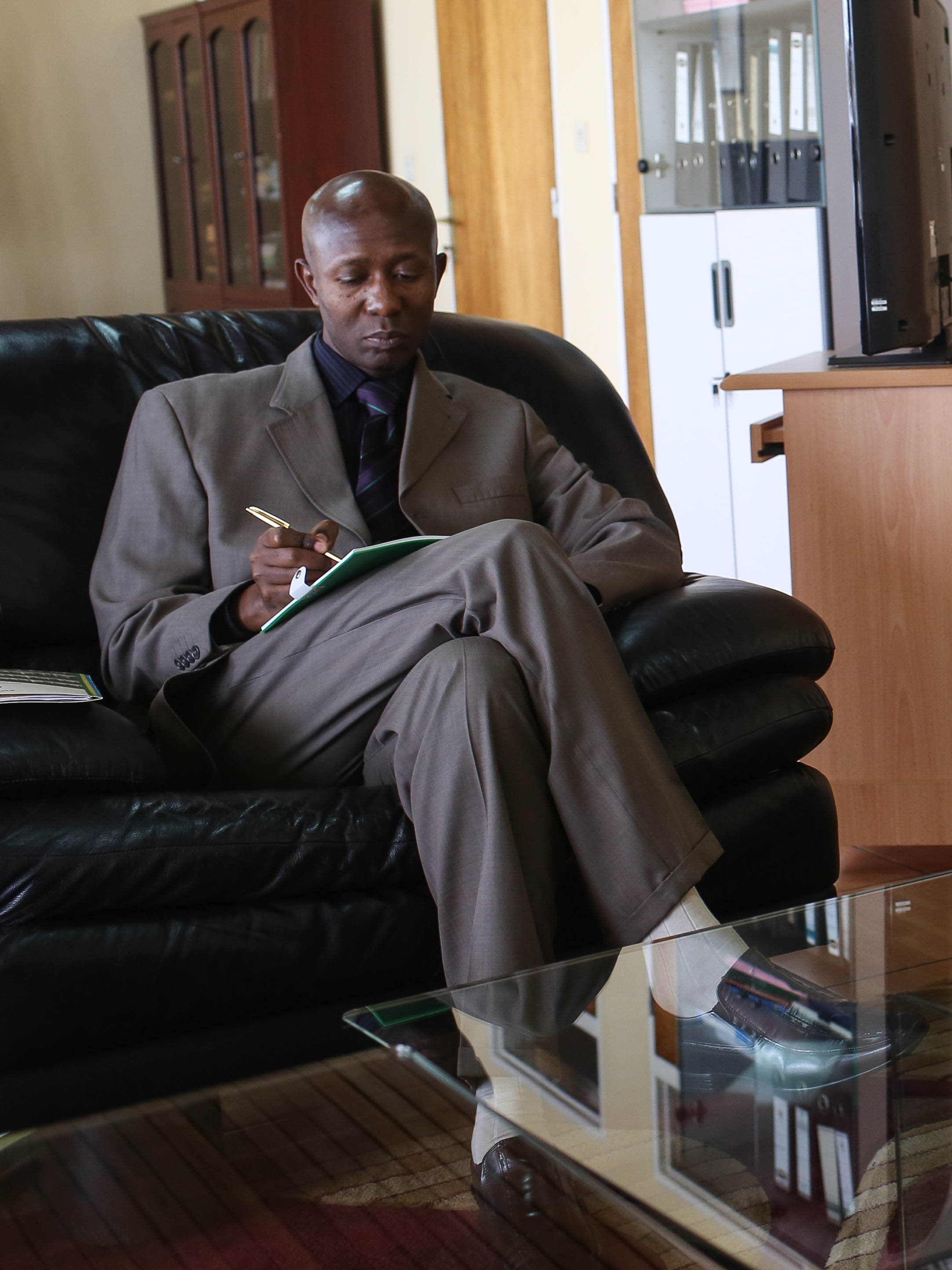
Musa Fazil Harerimana (2014)

Musa Fazil Harerimana (* 6. Februar 1962) ist ein ruandischer Politiker. Er ist Vorsitzender der Partei Parti Démocratique Idéal (PDI) und Parlamentsabgeordneter.

## Karriere
Vom 14. Dezember 2000 bis 31. Oktober 2003 war Harerimana Vizepräsident der nationalen Wahlkommission. Vom 31. Oktober 2003 bis zu einer Verwaltungsneugliederung am 1. Januar 2006 war er Präfekt der Provinz Cyangugu. Anschließend war er bis zu seiner Ernennung zum Minister für Innere Sicherheit Ruandas am 11. März 2006 Gouverneur der neuen Westprovinz. Den Ministerposten hatte er bis zu einer Kabinettsumbildung im Oktober 2016 für rund ein Jahrzehnt inne. Am 30. Mai 2006 wurde er zudem zum Vorsitzenden der Parti Démocratique Idéal, einer islamischen Partei, die bis 2003 Parti démocratique islamique hieß, gewäht.
In der Parlamentswahl am 3. September 2018 erhielt Harerimana ein Mandat über die Listenwahl. Er wurde zudem stellvertretender Sprecher für Verwaltung und Finanzen. Für die Präsidentschaftswahl am 15. Juli 2024 sprach er für seine Partei Amtsinhaber Paul Kagame ihre Unterstützung aus: „Präsident Kagame stellt die Bedürfnisse und Interessen aller Ruander über alles andere. Deshalb haben wir Vertrauen in ihn und haben ihn als Kandidaten für die Wahlen im nächsten Jahr unterstützt.“  Die Parti Démocratique Idéal (PDI) befindet sich in einer Regierungskoalition mit der von Kagame geführten Ruandischen Patriotischen Front (RPF) und einigen weiteren kleineren Parteien.

## Privates
Harerimana ist Muslim und lebt im Distrikt Nyarugenge in Kigali. Er hat einen Sohn, der 2016 im Sudan verschwand. Seine Frau verstarb 2017.